# Dioscorea oblongifolia
Dioscorea oblongifolia är en enhjärtbladig växtart som beskrevs av Henry Hurd Rusby. Dioscorea oblongifolia ingår i släktet Dioscorea och familjen Dioscoreaceae. Inga underarter finns listade i Catalogue of Life.